# Literatura do naturalismo

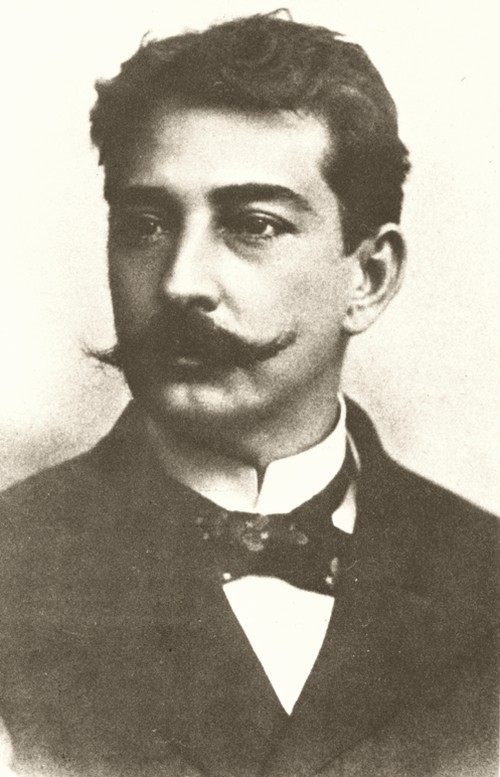
Aluísio Azevedo, o principal autor brasileiro da estética.

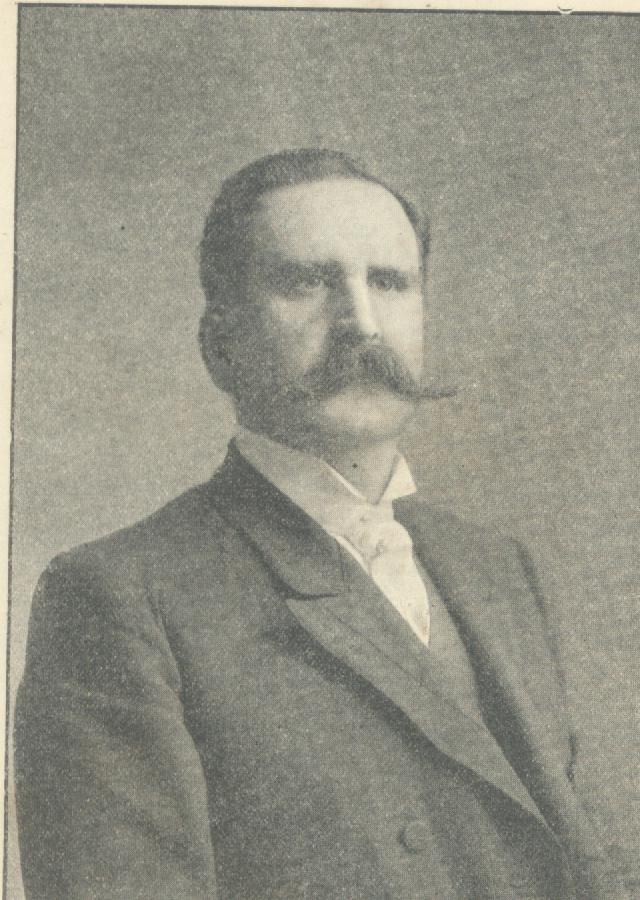
Adherbal de Carvalho, crítico, poeta e autor naturalista.

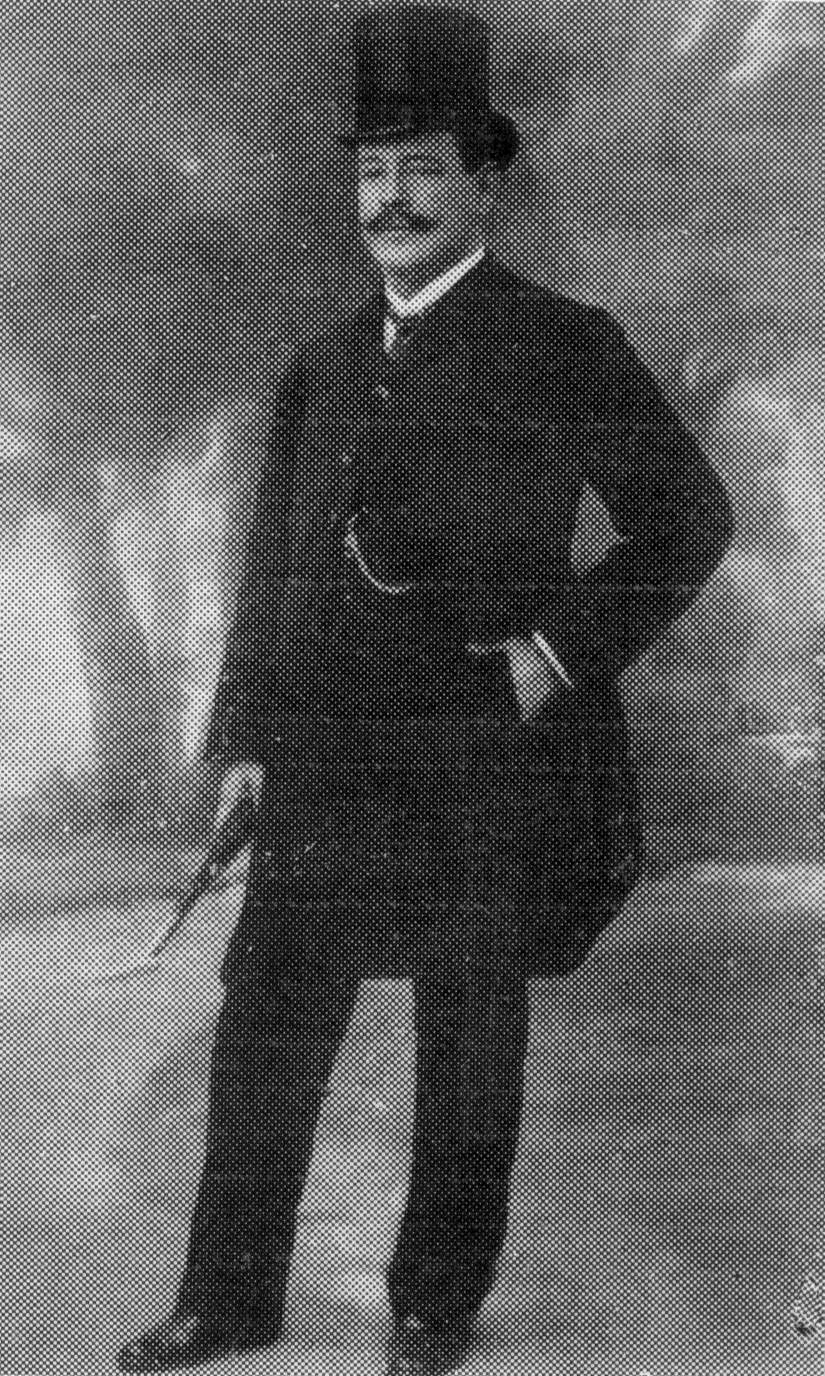
Horácio de Carvalho, autor de O cromo.

O romance naturalista procurava demonstrar a validade de uma teoria científica acerca do comportamento humano, como se a ficção e suas personagens fossem um laboratório de experiências científicas. Os escritores naturalistas utilizavam conhecimentos da biologia, da psicologia e da sociologia para explicar casos patológicos individuais. O naturalismo acrescenta às características do realismo extrema preocupação científica, materialismo, o resultado do meio ambiente físico e social e da hereditariedade. A temática do Naturalismo dá preferência aos aspectos mais cruentos e sórdidos da vida humana — como o crime, as taras e a miséria — para retratar o anormal e o patológico. Por conta de seu determinismo, o Naturalismo era muitas vezes estreito e reducionista para lidar com a complexidade dos comportamentos humanos, visto que o determinismo presente nas obras literárias naturalistas pregava a supremacia do meio sobre os indivíduos. O ambiente, então, passava a ser decisivo para o caráter.
Foi o Naturalismo que, pela primeira vez, pôs em primeiro plano o pobre, o excluído, o homossexual, o negro e os mulatos discriminados, o indivíduo vitimado por doenças físicas e mentais, além de retomar antigos temas, como o celibato, sob a ótica científica da época.
No Brasil, o primeiro romance naturalista publicado foi O Mulato (1881), de Aluísio Azevedo.